# Hassard Short
Pour les articles homonymes, voir Short (homonymie).
Répertoire
- The Band Wagon (revue)
- Trois valses (opérette)
- Lady in the Dark (comédie musicale)
- Show Boat (comédie musicale)
Hubert Edward Hassard Short, né le 15 octobre 1877 à Edlington (Lincolnshire) et mort le 9 octobre 1956 à Nice (Alpes-Maritimes), est un acteur, metteur en scène, décorateur, éclairagiste et producteur de théâtre anglais (parfois crédité H. Hassard Short).

## Biographie
Au tournant du XXe siècle, alors qu'il joue au théâtre à Londres, Hassard Short débute à Broadway (New York) en 1901, dans la pièce The Second in Command de Robert Marshall (en) (avec Lionel Barrymore et Guy Standing), par l'entremise du producteur américain Charles Frohman. Désormais installé à New York, il joue dans de nombreuses autres pièces à Broadway jusqu'en 1920 (dont Smith de William Somerset Maugham en 1910, avec Mary Boland dans le rôle-titre et Sybil Thorndike), ainsi que dans la comédie musicale Betsy en 1911-1912.
Toujours à Broadway, il devient metteur en scène à l'occasion de la comédie musicale Honeydew sur une musique d'Efrem Zimbalist (1920-1921). Hormis trois autres pièces, il est principalement metteur en scène, éclairagiste, producteur et occasionnellement décorateur sur des comédies musicales, revues ou opérettes jusqu'en 1952, après quoi il se retire en France, sur la Côte d'Azur, et meurt à Nice en 1956, à 78 ans.
Parmi les spectacles notables représentés sur les planches new-yorkaises auxquels il contribue, mentionnons trois Music Box Revues sur des musiques d'Irving Berlin (1921-1924, la troisième en 1923-1924 avec Robert Benchley et Joseph Santley), The Band Wagon sur une musique d'Arthur Schwartz (1931-1932, revue avec Adele et Fred Astaire), Lady in the Dark sur une musique de Kurt Weill (1941-1943, comédie musicale avec Gertrude Lawrence et Macdonald Carey), ou encore Show Boat sur une musique de Jerome Kern (1946-1947, comédie musicale avec Charles Winninger et Edna May Oliver).
En dehors du théâtre, Hassard Short apparaît au cinéma dans cinq films muets américains, le premier sorti en 1917. Citons Les Jeux du sort de Reginald Barker (1918, avec Geraldine Farrar et Herbert Rawlinson), Pour sa famille de Robert Z. Leonard (1919, avec Norma Talmadge et Conway Tearle) et Woman's Place de Victor Fleming (1921, avec Constance Talmadge et Kenneth Harlan), son dernier film.

## Théâtre (sélection)

### Londres
(acteur)
- 1900 : The Lackey's Carnival d'Henry Arthur Jones : Bertie Oglander
- 1901 : Le Collier de la reine (A Royal Necklace) de Claude et Pierre Berton (d'après la pièce éponyme de Pierre Decourcelle) : Beausire / Comte d'Artois
- 1902 : Love in Idleness de Louis N. Parker et Edward J. Goodman : Frank

### Broadway (intégrale)

#### Pièces
(acteur, sauf mention contraire)

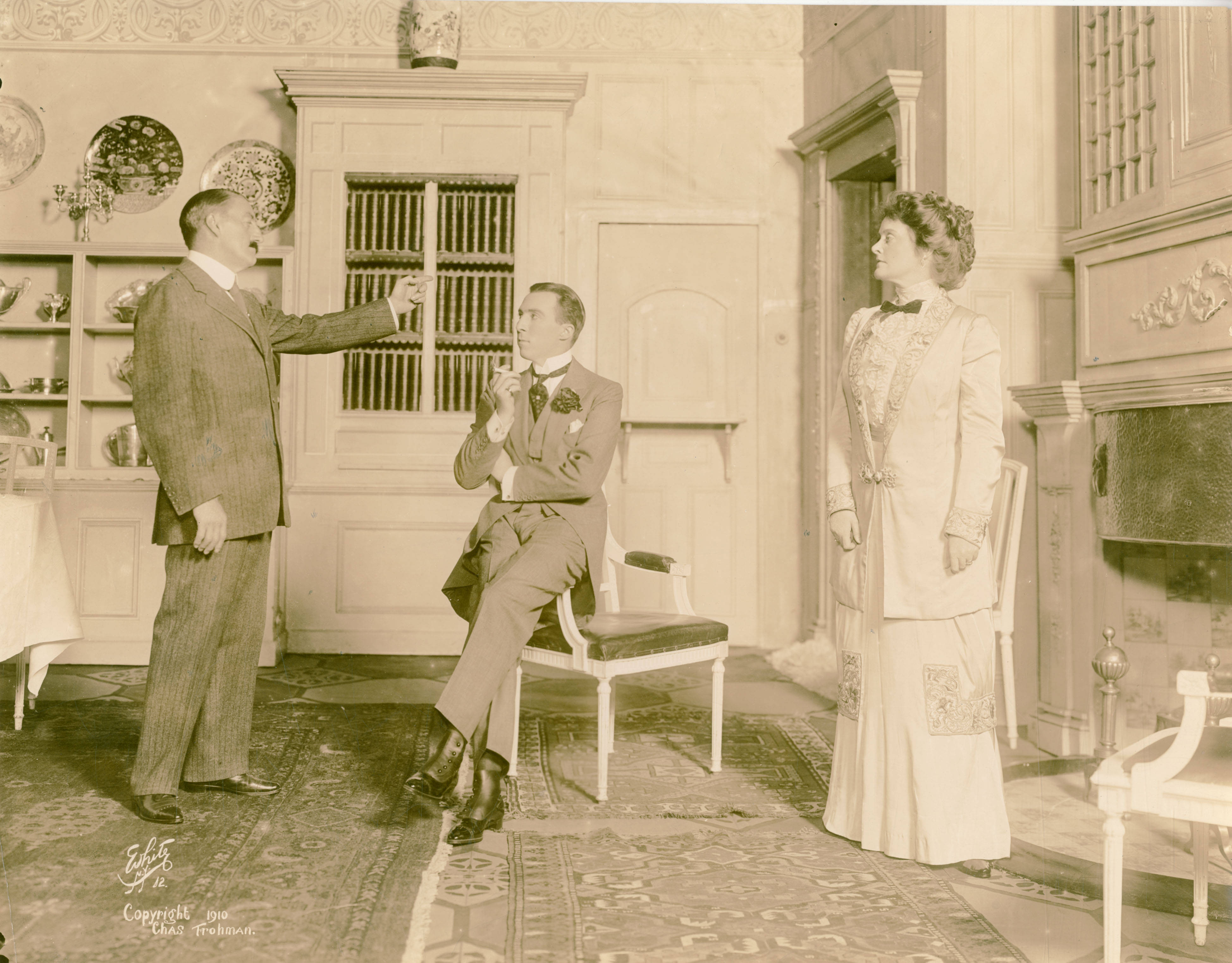
De g. à d. : John Drew Jr., Hassard Short et Isabel Irving, dans Smith (1910)

- 1901 : The Second in Command de Robert Marshall (en), production de Charles Frohman
- 1902 : The Stubbornness of Geraldine de (et mise en scène par) Clyde Fitch
- 1903 : Glad of It de Clyde Fitch, production de Charles Frohman : Reginald Norton
- 1904 : Man Proposes d'Ernest Denny
- 1905 : Mrs. Batlle's Bath de H. H. Morrell et E. G. Malyon
- 1905 : The Proud Laird de Charles Cartwright et Cosmo Hamilton, production de Charles Frohman : Clunie Invermorach
- 1905 : The Toast of the Townn de Clyde Fitch
- 1906 : Nurse Marjorie d'Israel Zangwill
- 1908-1909 : The Man from Home de Booth Tarkington et Harry Leon Wilson (en), mise en scène de Hugh Ford : Horace Granger-Simpson
- 1909 : The Dollar Mark de (et mise en scène par) George Broadhurst (en)
- 1910 : Smith de William Somerset Maugham, production de Charles Frohman : Algernon Peppercorn
- 1912-1914 : Peg O' My Heart de (et mise en scène par) J. Hartley Manners : Alaric
- 1914 : Just as Well de J. Hartley Manners
- 1915-1916 : The Unchastened Woman de Louis K. Anspacher
- 1916 : The Basker de Clifford Mills
- 1918 : Some One in the House de Larry Evans, W. C. Percival et George S. Kaufman
- 1918-1920 : East is West de Samuel Shipman et John B. Hymer : James Potter
- 1919 : First is Last de Samuel Shipman et Percival Wilde : Doug
- 1925-1926 : Cradle Snatchers de Norma Mitchell et Russell Medcraft (producteur associé)
- 1926 : No Trespassing de John Hunter Booth (producteur)
- 1939 : The American Way de Moss Hart et George S. Kaufman, mise en scène de ce dernier, costumes d'Irene Sharaff (directeur technique et éclairagiste)

#### Comédies musicales

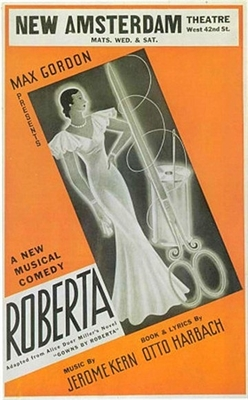
Poster de Roberta (1933-1934)

- 1911-1912 : Betsy, musique d'Alexander Johnstone, lyrics de W. B. Johnstone, livret de H. Kellett Chambers : Teddy Bacon
- 1920-1921 : Honeydew, musique d'Efrem Zimbalist, lyrics et livret de Joseph Herbert (metteur en scène et décorateur)
- 1920-1921 : Her Family Tree, musique et lyrics de Seymour Simons, livret d'Al Weeks et Bugs Baer (metteur en scène)
- 1921 : The Rose Girl, musique d'Anselm Goetzl, lyrics de William Carey Duncan, chorégraphie de Michel Fokine et Max Scheck, direction musicale de Max Steiner (metteur en scène)
- 1924 : Peg-O'-My-Dreams, musique de Hugo Felix, lyrics d'Anne Caldwell, livret de J. Hartley Manners (d'après sa pièce précitée Peg O' My Heart), costumes de Charles Le Maire (metteur en scène)
- 1924-1925 : The Magnolia Lady, musique (orchestrée par Robert Russell Bennett) et direction musicale d'Harold Levy, lyrics et livret d'Anne Caldwell, costumes de Charles Le Maire (metteur en scène)
- 1925-1926 : Sunny, musique de Jerome Kern, lyrics et livret d'Otto Harbach et Oscar Hammerstein II (metteur en scène)
- 1926-1927 : Oh, Please!, musique de Vincent Youmans, lyrics d'Anne Caldwell, livret d'Otto Harbach et Anne Caldwell (d'après la pièce La Présidente de Maurice Hennequin et Pierre Veber) (metteur en scène)
- 1927 : Lucky, musique de Jerome Kern (orchestrée par Robert Russell Bennett), lyrics et livret d'Otto Harbach (metteur en scène)
- 1928 : Sunny Days, musique de Jean Schwartz, lyrics et livret de William Carey Duncan et Clifford Grey (d'après la pièce de ce dernier A Kiss in a Taxi, elle-même adaptation de la pièce Le Monsieur de cinq heures de Maurice Hennequin et Pierre Veber) (metteur en scène et producteur)
- 1933-1934 : Roberta, musique de Jerome Kern (orchestrée par Robert Russell Bennett), lyrics et livret d'Otto Harbach (d'après le roman Gowns by Roberta d'Alice Duer Miller), chorégraphie de José Limón, direction musique de Victor Baravalle (metteur en scène et éclairagiste)
- 1934-1935 : The Great Waltz (en), d'après Johann Strauss père et fils, arrangements et orchestrations de divers auteurs dont Erich Wolfgang Korngold et Robert Russell Bennett, lyrics de Desmond Carter et autres, livret de Moss Hart, chorégraphie d'Albertina Rasch (metteur en scène, éclairagiste et concepteur d'effets spéciaux)
- 1935-1936 : Jubilee (en), musique et lyrics de Cole Porter (orchestrations de Robert Russell Bennett), livret de Moss Hart, chorégraphie d'Albertina Rasch, décors de Jo Mielziner (superviseur de production, metteur en scène et éclairagiste)
- 1937-1938 : Between the Devil, musique d'Arthur Schwartz, lyrics et livret d'Howard Dietz (metteur en scène)
- 1941-1942 : Banjo Eyes, musique de Vernon Duke, lyrics de John La Touche, livret de Joseph Quillan et Izzy Ellinson, chorégraphie de Charles Walters, décors d'Harry Horner, costumes d'Irene Sharaff (metteur en scène et éclairagiste)
- 1941-1943 : Lady in the Dark, musique, orchestrations et arrangements de Kurt Weill, lyrics d'Ira Gershwin, livret de Moss Hart, chorégraphie d'Albertina Rasch, costumes d'Irene Sharaff et Hattie Carnegie, direction musicale de Maurice Abravanel (metteur en scène conjointement avec Moss Hart, décorateur conjointement avec Harry Horner et éclairagiste)
- 1943-1944 : Something for the Boys, musique et lyrics de Cole Porter, livret de Dorothy et Herbert Fields, chorégraphie de Jack Cole, production de Michael Todd (metteur en scène et éclairagiste)
- 1943-1946 : Carmen Jones, musique de Georges Bizet, lyrics et livret d'Oscar Hammerstein II (d'après le livret original d'Henri Meilhac et Ludovic Halévy pour l'opéra Carmen et la nouvelle éponyme de Prosper Mérimée), chorégraphie d'Eugene Loring, costumes de Raoul Pène Du Bois, production de Billy Rose (metteur en scène et éclairagiste)
- 1944-1945 : Mexican Hayride, musique et lyrics de Cole Porter, livret de Dorothy et Herbert Fields (metteur en scène et éclairagiste)
- 1946-1947 : Show Boat, musique de Jerome Kern (orchestrée par Robert Russell Bennett), lyrics et livret d'Oscar Hammerstein II, décors d'Howard Bay, costumes de Lucinda Ballard, chorégraphie d'Helen Tamiris, production de Jerome Kern et Oscar Hammerstein II (metteur en scène conjointement avec Oscar Hammerstein II)
- 1947-1948 : Music in My Heart, musique de Piotr Ilitch Tchaïkovski et Gioacchino Rossini, lyrics de Forman Brown, livret de Patsy Ruth Miller, chorégraphie de Ruth Page (metteur en scène et éclairagiste)
- 1951 : Seventeen, musique de Walter Kent, lyrics de Kim Gannon, livret de Sally Benson (metteur en scène conjointement avec Richard Whorf)
- 1952-1953 : My Darlin' Aida, musique de Giuseppe Verdi, livret original d'Antonio Ghislanzoni pour l'opéra Aida, adaptation de Charles Friedman, chorégraphie d'Hanya Holm (éclairagiste)

#### Revues
- 1921-1922 : Music Box Revue of 1921, musique et lyrics d'Irving Berlin, sketches de divers auteurs (metteur en scène)
- 1922-1923 : Music Box Revue of 1922, musique, lyrics et sketches d'Irving Berlin (metteur en scène)
- 1923-1924 : Music Box Revue of 1923, musique, lyrics et sketches d'Irving Berlin (metteur en scène)
- 1924 : Hassard Short's Ritz Revue (metteur en scène et producteur)
- 1925-1926 : The Greenwich Village Follies of 1925, musique, lyrics et sketches d'Harold Levey et Owen Murphy (metteur en scène)
- 1930-1931 : Three's a Crowd, musique d'Arthur Schwartz, lyrics et sketches d'Howard Dietz, chorégraphie d'Albertina Rasch (metteur en scène et éclairagiste)
- 1931-1932 : The Band Wagon, musique d'Arthur Schwartz, lyrics d'Howard Dietz, sketches de George S. Kaufman et Howard Dietz, chorégraphie d'Albertina Rasch (metteur en scène et éclairagiste)
- 1932 : Face the Music, musique et lyrics d'Irving Berlin, sketches de Moss Hart, chorégraphie d'Albertina Rasch, direction musicale d'Emil Newman (metteur en scène conjointement avec George S. Kaufman et éclairagiste)
- 1933-1934 : As Thousand Cheer, musique et lyrics d'Irving Berlin, sketches de Moss Hart (metteur en scène et éclairagiste)
- 1939 : From Vienna, musique, lyrics et sketches de divers auteurs, costumes d'Irene Sharaff (éclairagiste)
- 1942-1943 : Star and Garter, musique, lyrics et sketches de divers auteurs, décors d'Harry Horner, costumes d'Irene Sharaff (metteur en scène et éclairagiste)
- 1944-1945 : Seven Lively Arts, musique et lyrics de Cole Porter (et musique de ballet d'Igor Stravinsky), sketches de George S. Kaufman, Ben Hecht et Moss Hart, décors de Norman Bel Geddes, direction musicale de Maurice Abravanel, production de Billy Rose (metteur en scène et éclairagiste)
- 1948-1949 : Make Mine Manhattan, musique de Richard Lewine, lyrics et sketches d'Arnold B. Horwitt (metteur en scène et éclairagiste)
- 1950-1951 : Michael Todd's Peep Show, musique et lyrics de Prince Chakrband Bhumibol, sketches de Bobby Clark, costumes d'Irene Sharaff, production de Michael Todd (metteur en scène)

#### Opérettes
- 1937 : Friederike (Frederika), musique de Franz Lehár, livret original de Ludwig Herzer et Fritz Löhner-Beda, adaptation d'Edward Eliscu (superviseur de production et metteur en scène)
- 1937-1938 : Trois valses (Three Waltzes), musique d'Oscar Straus, livret original de Paul Knepler et Armin L. Robinson, adaptation de Clare Kummer et Rowland Leigh (metteur en scène)
- 1939 : The Mikado (The Hot Mikado), musique d'Arthur Sullivan, livret original de William S. Gilbert, adaptation de Charles L. Cooke, production de Michael Todd (metteur en scène)
- 1945 : Marinka, musique d'Emmerich Kálmán, lyrics de George Marion Jr., livret de George Marion Jr. et Karl Farkas, chorégraphie d'Albertina Rasch (metteur en scène)

## Filmographie complète

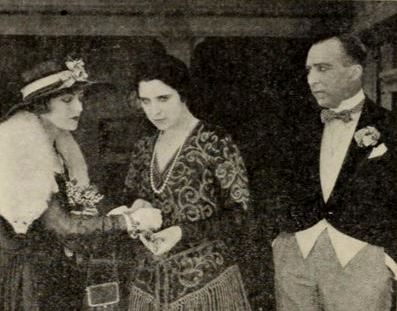
De g. à d. : Violet Heming, Geraldine Farrar et Hassard Short, dans Les Jeux du sort (1918)

- 1917 : La Phalène (en) (The Moth) d'Edward José : A. Valentine Spencer
- 1918 : Les Jeux du sort (The Turn of the Wheel) de Reginald Barker : Wally Gage
- 1919 : Dolorès (en) (The Stronger Vow) de Reginald Barker : Bibi Leroux
- 1919 : Pour sa famille (The Way of a Woman) de Robert Z. Leonard : Johnnie Flinch
- 1921 : Woman's Place de Victor Fleming : Freddy Bleeker